# Exeland, Wisconsin
Exeland là một làng thuộc quận Sawyer, tiểu bang Wisconsin, Hoa Kỳ. Năm 2006, dân số của làng này là 212 người.